# Patriz Ilg
Patriz Ilg (Aalen, 5 de dezembro de 1957) é um ex-atleta alemão de meio-fundo e o primeiro campeão mundial dos 3000 metros com obstáculos. Oito vezes campeão alemão da prova entre 1978 e 1988, sua melhor marca é 8:15.06, conquistada quando ganhou a medalha de ouro da prova no Campeonato Mundial de Atletismo de 1983.